# 世界青年場地自由車錦標賽
世界青年場地自由車錦標賽為國際自由車總會針對青年自由車選手主辦的場地自由車賽事。2005年至2009年期間的賽事為世界青年自由車錦標賽的一部分。
現有項目包括：計時賽、競輪賽、個人追逐賽、團體追逐賽、領先計分賽、集體出發賽、爭先賽、團體爭先賽、全能賽和男子美式接力賽。